# Kwisa
Kwisa [ˈkfʲisa] (tysk: Queis, øvresorbisk: Hwizdź) er en flod i det sydvestlige Polen, en venstre biflod til Bóbr, som selv er en venstre biflod til floden Oder.
Den har sit udspring i Jizera-bjergene, en del af Vestsudeterne, hvor den løber langs grænsen til Tjekkiet. På skråningen af Smrk-massivet drejer den nordpå, og l,øber langs byerne Świeradów-Zdrój, Mirsk, Gryfów Śląski, Leśna, hvor den er inddæmmet ved Leśnia-søens reservoir, til Lubań, Nowogrodziec og Kliczków. Den løber endelig ud i Bóbr-floden cirka 3 kilometer nordvest for Małomice og 5 km sydøst for Żagań. I det meste af sin længde løber den i Voivodskabet Nedre Schlesien, men den løber også gennem Voivodskabet Lubusz på flere kilometer, før den når sin udmunding.

## Grænseflod
Fra omkring 937 nåede den sydøstlige udkant af den saksiske Marca Geronis, etableret i de erobrede landområder, som var bosat af de vestslaviske Milceni- stammer, til den venstre bred af Queiß-Kwisa. Efter opdelingen af området i 965, tilhørte landene vest for floden det kejserlige markgrevskab Meissen, mens det tilstødende territorium mod øst gradvist blev indlemmet i regionen Schlesien, der for nylig var erobret af den tidlige polske stat, indtil 992 under Piast-hertugen Mieszko 1. Hans efterfølger Bolesław 1. Chrobry udvidede yderligere den polske magtindflydelse mod vest og førte kampagne for Milceni-landene omkring Bautzen (Budissin), som kejser Henrik 2. den Hellige afstod til ham efter flere års tysk-polsk krig, i henhold til Freden i Bautzen 1018.
Budissin-landet, der senere blev kaldt Øvre Lausitz, blev generobret af kejser Konrad 2. i 1031 og kom igen under markgreverne af Meissen, indtil kong Henrik 4. af Tyskland i 1071 angreb hertug Vratislaus 2. af Bøhmen, hans allierede i det truende saksiske oprør. Det bøhmiske styre blev igen bekræftet af kejser Frederik Barbarossa til fordel for hertug Vladislaus 2. i 1158, ledsaget af kongetitlen. I mellemtiden var området øst for Kwisa blevet indlemmet i det polske hertugdømme Schlesien i 1138, som efter kejserens ekspedition i 1163 til Polen blev holdt af de schlesiske Piast- efterkommere af hertug den eksilerede Władysław 2. Fra det tidspunkt markerede floden grænsen mellem de historiske regioner i Nedre Schlesien — dvs. hertugdømmet Legnica fra 1248, hertugdømmet Jawor fra 1274 — i øst og Øvre Lausitz i vest.
Kwisa var sammen med den nedre del af Bóbr en af de floder, der blev betragtet som en mulig markør for den polsk- tyske grænse efter Anden Verdenskrig under forhandlingerne på Potsdam-konferencen i 1945; Det endte dog med etableringen af Oder-Neisse-linjen omkring 50 kilometer længere mod vest.